# 马里乌斯·乌尔济克
马里乌斯·乌尔济克（羅馬尼亞語：Marius Urzică，1975年9月30日—），罗马尼亚男子竞技体操运动员。他曾代表罗马尼亚在1996年、2000年和2004年夏季奥运会体操比赛中获得1枚金牌、2枚银牌和1枚铜牌。